# Správa železnic
Správa železnic, státní organizace, do 2019 roku pod nazwą Správa železniční dopravní cesty, státní organizace (VKM: SŽDC), (pol. Zarząd Infrastruktury Kolejowej, przedsiębiorstwo państwowe) – podmiot odpowiadający za zarządzanie państwową siecią kolejową w Czechach. Organizacja zarządza liniami kolejowymi o całkowitej długości 9478 km.
SŽDC mają wyjątkową formę prawną státní organizace (organizacja państwowa) będącą odmianą składkowej organizacji państwowej (státní příspěvková organizace) i przedsiębiorstwa państwowego (státní podnik).